# Arbogast starší
Flavius Arbogast (4. století? – 8. září 394) byl římský magister militum franského původu, Císařem Theodosiem I. byl jmenován comitem Galie. Později získal římský trůn pro rétorika a uzurpátora Eugenia.
Podle poznámek Jana z Antiochie byl Flavius Arbogast údajně synem římskofranského magistra militum Bauta, významného generála a rádce císaře Valentiniana II., ale tato informace je nejistá. Pokud by informace Jana z Antiochie byla správná, pak by to znamenalo, že Arbogast byl synem muže, který měl v římské říši významné postavení a navzdory jeho jménu byl Arbogast spíše římského původu a nikoliv germánského.

## Životopis

### Ve službě císaře
Arbogast od roku 388 do roku 394 působil jako magister militum v římské armádě, nejprve ve službách Theodosia I. proti uzurpátorovi Magnusi Maximovi. Podle protikřesťansky smýšlejícího spisu historika Zósima byl Arbogast prvním římským magistrem militum, který nebyl jmenován císařem, ale vyhlášen jeho vlastními jednotkami. V takovém případě by pro císaře bylo obtížné ho odstranit. Pro zaujatost spisů, ale někteří moderní historikové předpokládají, že Arbogast byl do funkce jmenován Theodosiem I., od něhož dostal na dohled mladého Valentiniana II., císaře v západní části říše. V té době to znamenalo především zajišťování limes Romanus na Rýně, kde roku 388 byli římskými vojsky poraženi Frankové snad pod vedením Marcomera, kteří podnikli represivní výpravu přes řeku Rýn. Arbogast vítězstvím v bitvě dokázal situaci na hranici Rýna znovu stabilizovat. Vyplývá to ze zprávy Sulpicia Alexandra, která se dochovala v historické práci Řehoře z Tours. Ačkoli nebyl křesťanem, měl dobré vztahy například s milánským biskupem Ambrosiem.
Arbogastova moc však rostla a tak když se mladý Valentinian pokusil osvobodit od vlivu mocného Arbogasta a veřejně mu předložil odvolací listinu, Arbogast podle Zósima listinu roztrhal se slovy, že císař mu nedal jeho moc, a proto mu ji nemůže ani sebrat. Krátce nato, 15. května 392, byl ve svém paláci ve Vienne Valentinian nalezen oběšený. Okolnosti úmrtí nejsou zcela známé, protože historické zdroje v informacích nejsou jednotné. Některé z nich píšou, že císaře zavraždil Arbogast. Je však velmi pravděpodobné, že Valentinian, který byl ponížený a proti Arbogastovi zcela bezbranný, již tuto situaci a příkoří nezvládal a tak sám spáchal sebevraždu. Tuto možnost podporuje skutečnost, že Arbogast po Valentinianově smrti čekal tři měsíce na jmenování nového císaře z východní části říše. Pravděpodobně doufal v to, že novým císařem Theodosius I. bude jmenovat svého nezletilého syna Honoria, kterého by mohl znovu ovládat a tím si moc zajistit pro sebe. Theodosius I. ale váhal a zpočátku císaře v západní části říše nejmenoval.

### Eugeniova uzurpace trůnu
Této situace Arbogast nakonec využil ve svůj prospěch a 22. srpna 392 dosadil na trůn rétorika Eugenia. Sám tento úřad zastávat nemohl, neměl římský původ a tak za pomoci římské šlechty a vyšší třídy, v níž stále dominovali pohané jako Quintus Aurelius Symmachus Eusebius a Nicomachus Flavianus si jmenováním loajálního Eugenia, zajistil moc a nadvládu pro sebe. S Eugeniem na trůnu získala na moci především pohansky smýšlející frakce římské elity, a tak ihned po jeho jmenování, křesťanská církev odmítla s císařem i Arbogastem spolupracovat. Arbogast na to reagoval tak, že v roce 393 v římském senátu uzavřel spojenectví s nekřesťany, aby obnovil toleranci vůči pohanským kultům, což znamenalo politiku relativní tolerance všech náboženství. Na konci 4. století bylo křesťanství ve společnosti již silně zakořeněné a úplný odklon od křesťanského náboženství již nebyl možný ani pro pohansky smýšlejícího císaře. Je příznačné, že Eugenius nepřijal titul pontifex maximus.
Jmenování Eugenia císařem Theodosia vyprovokovalo. Jmenování nedynastického spoluvládce neuznal a odmítl i všechny diplomatické nabídky od Eugenia a Arbogasta. Naopak se vydal na válečné tažení proti oběma vzbouřencům. Do čela armády postavil Arbogastova strýce Richomera, ten ale cestou z východu na západ zemřel. Eugenius se s Arbogastem a armádou vydal proti nim. Obě armády se střetly 5. a 6. září 394, v extrémně krvavé bitvě na řece Frigidus v údolí řeky Vipavy, přítoku řeky Soči. Pro Eugenia i Arbogasta bitva skončila drtivou porážkou. V bitvě rovněž padlo mnoho vojenských vůdců, z jejichž ztráty se nejlepší vojenské jednotky západní části říše již nikdy nevzpamatovaly. Eugenius byl po prohrané bitvě popraven a Arbogast krátce nato spáchal sebevraždu.